# Campeonato Nacional de Fútbol 1965
Il Campeonato Nacional de Fútbol 1965 è stata la 7ª edizione della massima serie del campionato di calcio dell'Ecuador ed è stata vinta dall'Emelec.

## Formula
A qualificarsi sono le prime quattro del Campeonato Profesional de Quito e del Campeonato Profesional Interandino.

## Classifica
|                    | Pos. | Squadra              | Pt | G | V | N | P | GF | GS | DR  |
| ------------------ | ---- | -------------------- | -- | - | - | - | - | -- | -- | --- |
| Ecuador (bandiera) | 1.   | Emelec               | 14 | 8 | 6 | 2 | 0 | 17 | 6  | +11 |
|                    | 2.   | Barcelona SC         | 11 | 8 | 4 | 3 | 1 | 14 | 10 | +4  |
|                    | 2.   | Nueve de Octubre     | 11 | 8 | 5 | 1 | 2 | 10 | 7  | +3  |
|                    | 2.   | Patria               | 11 | 8 | 5 | 1 | 2 | 9  | 5  | +4  |
|                    | 5.   | LDU Quito            | 8  | 8 | 2 | 4 | 2 | 8  | 9  | -1  |
|                    | 6.   | El Nacional          | 6  | 8 | 3 | 0 | 5 | 12 | 18 | -6  |
|                    | 7.   | Universidad Católica | 2  | 8 | 0 | 2 | 6 | 4  | 14 | -10 |
|                    | 8.   | Aucas                | 1  | 8 | 0 | 1 | 7 | 1  | 15 | -14 |

### Spareggio per il secondo posto
Disputato esclusivamente tra 9 de Octubre e Barcelona, giacché il Patria rifiutò al proprio diritto di parteciparvi.
|                                                         | 9 de Octubre | 1 – 1 referto | Barcelona |  |
| \| \| \| \| \| Barreño 50’ \| Marcatori \| 30’ Muñoz \| |              |               |           |  |
|                                                         |              |               |           |  |
| Barreño 50’                                             | Marcatori    | 30’ Muñoz     |           |  |

9 de Octubre seconda classificata per migliore media gol.

## Verdetti
- Emelec campione nazionale
- Emelec in Coppa Libertadores 1966

## Classifica marcatori
| Gol |  |  | Giocatore         | Squadra          |
| --- |  |  | ----------------- | ---------------- |
| 8   |  |  | Hélio Cruz        | Barcelona SC     |
| 5   |  |  | Polo Carrera      | LDU Quito        |
| 4   |  |  | Mario Espinoza    | El Nacional      |
| 4   |  |  | Avelino Guillén   | Emelec           |
| 3   |  |  | Jorge Bolaños     | Emelec           |
| 3   |  |  | Jaime Galarza     | Nueve de Octubre |
| 3   |  |  | Félix Guerrero    | Nueve de Octubre |
| 3   |  |  | Bolívar Merizalde | Emelec           |